# (12931) Mario
(12931) Mario  es un asteroide perteneciente al cinturón de asteroides, descubierto el 7 de octubre de 1999 por Stefano Sposetti desde el Observatorio Astronómico de Gnosca, en Suiza.

## Designación y nombre
Mario se designó inicialmente como 1999 TX10.
Más adelante fue nombrado en honor de Mario Sposetti (1916-1959), padre del descubridor.

## Características orbitales
Mario orbita a una distancia media del Sol de 2,7132 ua, pudiendo acercarse hasta 2,6906 ua y alejarse hasta 2,7358 ua. Tiene una excentricidad de 0,0083 y una inclinación orbital de 3,3850° grados. Emplea en completar una órbita alrededor del Sol 1632 días.

## Características físicas
Su magnitud absoluta es 13,9. Tiene 4,616 km de diámetro. Su albedo se estima en 0,301.